# Edmond Becquerel
Pour les articles homonymes, voir Becquerel (homonymie).
Pour les autres membres de la famille, voir Famille Becquerel.
Alexandre Edmond Becquerel, né  à Paris le 24 mars 1820 et mort à Paris le 11 mai 1891, est un physicien français. C'est le créateur de la première photographie couleur en 1848. Il reste cependant méconnu pour sa découverte de l'effet photovoltaïque en 1839.

## Biographie
Edmond Becquerel naît le 24 mars 1820 à Paris. Il suit des études secondaires à l'institution Rouit. 
En 1837, il obtient les baccalauréats ès lettres et ès sciences mathématiques. 
La même année, il est admis à l'École normale supérieure. 
En 1838, il réussit le concours d'entrée à l'École polytechnique. 
Il abandonne alors ses études afin de devenir le préparateur de son père dans la chaire de physique appliquée aux sciences naturelles.
Il découvre en 1839 l’effet photovoltaïque, qui correspond à l’apparition d’une tension électrique aux bornes d’un matériau semi-conducteur exposé à la lumière.
En 1840, il obtient le doctorat ès sciences.
Il s'intéresse tout d'abord à la phosphorescence et à l'étude de la spectroscopie. 
Il parvient à obtenir une reproduction photographique du spectre solaire : il est ainsi considéré comme le créateur de la première photographie couleur en 1848,. 
Mais, cette dernière ne peut pas être soumise à la lumière du jour sous peine de disparaitre.
Alexandre Edmond Becquerel occupe la chaire de physique appliquée aux Arts au Conservatoire national des arts et métiers à partir de 1852, et, à la suite de son père Antoine Becquerel, devient professeur de physique au Muséum national d'histoire naturelle. 
Par la suite, ses recherches s'orientent vers le magnétisme, puis la conductibilité thermique des gaz.  
En 1866, il effectue les premières mesures de température à l'aide de la pile thermoélectrique. 
À la suite de la création de l'École pratique des hautes études, il prend la tête du laboratoire de recherche en physique du Muséum.  
Son fils Henri le rejoint plus tard et oriente les travaux du laboratoire vers la physique. 
Membre de La Société d'encouragement pour l'industrie nationale, succédant à Jean-Baptiste Dumas, il fut son quatrième président de 1884 à 1888.
Edmond Becquerel a collaboré à quelques ouvrages de son père (Éléments de physique terrestre et de météorologie, etc.).

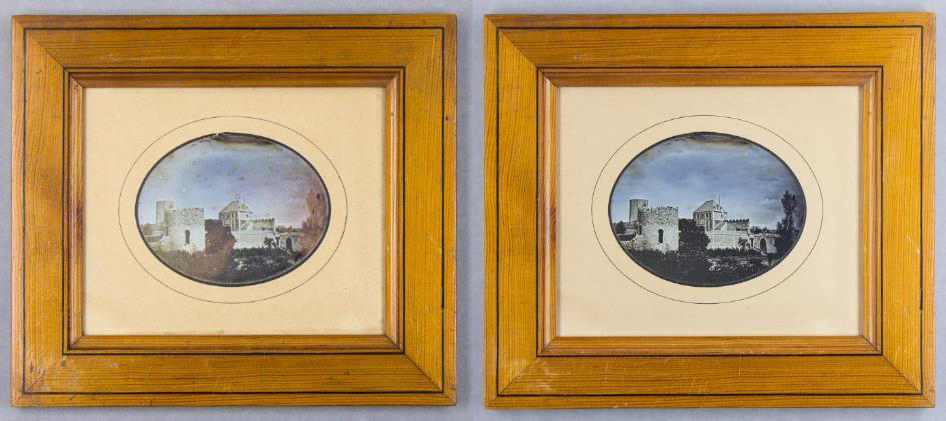
Daguerréotype du château de Châtillon-Coligny daté de 1845 attribué à Edmond Becquerel

Il meurt le 11 mai 1891 à Paris des suites d'une pneumonie grippale.

## Reconnaissance postérieure
Selon l'historien de la photographie, Bertrand Lavédrine en 2020, les découvertes d'Edmond Becquerel sont en partie occultées par la célébrité ultérieure de son fils Henri ; Edmond est reconnu en son temps dans le monde de la photographie alors qu'il n'a pas créé d'application pratique réellement utilisée dans ce domaine.
Il reste toutefois méconnu pour sa découverte de l'effet photovoltaïque qui est « fondamentale » selon le chimiste Daniel Lincot en 2015,.

## Distinctions
En 1863, il est élu membre de l'Académie des sciences et membre étranger de la Royal Society en 1888.

## Famille
- Antoine Becquerel (1788-1878), marié en 1813 avec Cécile Aimée Darlu (1794-1883)
  - Louis Alfred Becquerel (1814-1862), médecin,
  - Anne Pauline Becquerel (1816-1871)
  - Edmond Becquerel (1820-1891), marié en 1851 avec Aurélie Quénard (1829-1890),
    - Henri Becquerel (1852-1908), découvreur de la radioactivité naturelle en février 1896[7], prix Nobel de physique en 1903 avec Pierre et Marie Curie[8], marié en premières noces en 1877 avec Lucie Zoé Jamin (1857-1878), fille de Jules Jamin, et en secondes noces en 1890 avec Louise Désirée Lorieux (1864-1945), fille d'Edmond Lorieux,
      - Jean Becquerel (1878-1953), physicien, membre de l'Académie des Sciences

    - André Paul Becquerel (1856-1904), agriculteur
      - Paul Becquerel (1879-1955), physiologiste, professeur de botanique

## Publications

### Livres
- Antoine Becquerel et Edmond Becquerel, Éléments de physique terrestre et de météorologie, Firmin Didot frères, 1847 (lire en ligne)
- Antoine Becquerel et Edmond Becquerel, Traité d'électricité et de magnétisme, et des applications de ces sciences à la chimie, à la physiologie et aux arts, Firmin Didot frères, 1855-1856. 3 Tomes. (Lire en ligne : Tome 1 ; Tome 2 ; Tome 3)
- Antoine Becquerel et Edmond Becquerel, Résumé de l'histoire de l'électricité et du magnétisme, et des applications de ces sciences à la chimie, aux sciences naturelles et aux arts, Firmin Didot frères, 1858 (lire en ligne)
- Edmond Becquerel, La lumière, ses causes et ses effets, 1867. 2 Tomes. (Lire en ligne : Tome 1 et Tome 2)

### Autres publications
- Mémoire sur les effets électriques produits sous l'influence des rayons solaires, 1839. (Lire en ligne)
- De la préparation et de la composition des sulfures métalliques, 1840. Thèse de chimie présentée à la faculté des sciences de Paris. 40 p. (Lire en ligne)
- Des effets chimiques et électriques produits sous l'influence de la lumière solaire, 1840. Thèse de physique présentée à la faculté des sciences de Paris. 49p. (Lire en ligne)
- Mémoire sur l'analyse de la lumière émise par les composés d'uranium phosphorescents, lu dans la séance du 5 août 1872, dans "Mémoires de l'Académie des sciences de l'Institut de France", Gauthier-Villars, Paris, 1878, tome 40, p. 1-40 (lire en ligne)